# سني إبراهيم عازر
سني إبراهيم شارلي عازر (ولد في 22 حزيران 1961 في لبنان) هو رابع أسقف فلسطيني حالي للكنيسة الإنجيلية اللوثرية في الأردن والأراضي المقدسة.

## سيرة شخصية

### النشأة
ولد عازر في 22 يونيو 1961 في لبنان لأسرة تشارلي عازر من يافا، وجيهان عازر من الناصرة. كان والده شماساً وعمل ناظرا لمدرسة شنلر في لبنان والمدرسة الداخلية للمدرسة الإنجيلية اللوثرية في بيت لحم وبيت جالا. كانت عمّتاه من أوائل الشماسات الفلسطينييات في الكنيسة اللوثرية في فلسطين.

### تعليمه وخدمته الكنسية
عازر درس في المدارس الإنجيلية اللوثرية في فلسطين ، وتخرج من المدرسة الإنجيلية اللوثرية في بيت لحم عام 1979. حصل عازر على شهادته في اللاهوت من جامعة لودفيغ ماكسيميليان في ميونيخ، ألمانيا في عام 1987. كانت أطروحة الماجستير التي حصل عليها هي «تاريخ الإرسالية الإنجيلية في القرنين التاسع عشر والعشرين». سيم قسا في 25 مارس 1988 وخدم في الكنيسة الإنجيلية اللوثرية في القدس لمدة 30 عامًا كان فيها قسّا للشباب ورئيس سينودس الكنيسة الإنجيلية اللوثرية في الأردن والأراضي المقدسة قبل أن يصبح راعيًا لكنيسة الفادي،، وانتخب أسقفًا في يناير 2017.
يعمل عازر في مجلس إدارة مدرسة اللاهوت في الشرق الأدنى، ومجلس بيثاني بيوند الأردن، ورئيس المحكمة الكنسية اللوثرية. كما أنه عضو في دائرة الخدمات للاجئين الفلسطينيين، وهي قسم من مجلس كنائس الشرق الأوسط، ولجنة الإسكان التابعة لمجلس الاتحاد العالمي لمستشفى أوغوستا فيكتوريا اللوثرية.
في خدمته للكنيسة، كان عازر دائمًا عضوًا في مجلس الكنيسة الإنجيلية اللوثرية في الأردن والأراضي المقدسة. وهو أيضًا عضو مجلس إدارة جمعية بعثات القدس في برلين ونائب رئيس المدرسة الإنجيلية اللوثرية الألمانية في طاليثا قومي في بيت جالا.، وهو مؤسس مركز الرعاية للمسنين الواقع بجوار كنيسة المخلص.

### الزواج والاطفال
في عام 1992 تزوج عازر من نهلة الياس من عمان، الأردن ولديهما ثلاث بنات هنّ سالي (1996)، وسما (2001) وجيهان (1994).

## روابط خارجية
- موقع الكنيسة الإنجيلية اللوثرية في الأردن والأراضي المقدسة